# Peter Friedman
Peter Friedman (* 24. dubna 1949) je americký herec.

## Život
Narodil se v New Yorku a studoval na Hofstra University. V roce 1972 hrál ve hře The Great God Brown, což bylo jeho první představení na Broadwayi. Později hrál v mnoha dalších divadelních rolích a od osmdesátých let také v televizních seriálech a filmech. V letech 1990 až 2002 byla jeho manželkou herečka Joan Allen. Mezi filmy, ve kterých hrál, patří například Spolubydlící (1992), Střelila jsem Andyho Warhola (1996), Beze mě: Šest tváří Boba Dylana (2007) nebo Vedlejší účinky (2013). V letech 2018–2023 hrál v seriálu Boj o moc.